# Mörttjärnen (Fryksände socken, Värmland)
Mörttjärnen är en sjö i Torsby kommun i Värmland och ingår i Göta älvs huvudavrinningsområde.